# Dongdongju
 (avril 2021).
Si vous disposez d'ouvrages ou d'articles de référence ou si vous connaissez des sites web de qualité traitant du thème abordé ici, merci de compléter l'article en donnant les références utiles à sa vérifiabilité et en les liant à la section « Notes et références ».

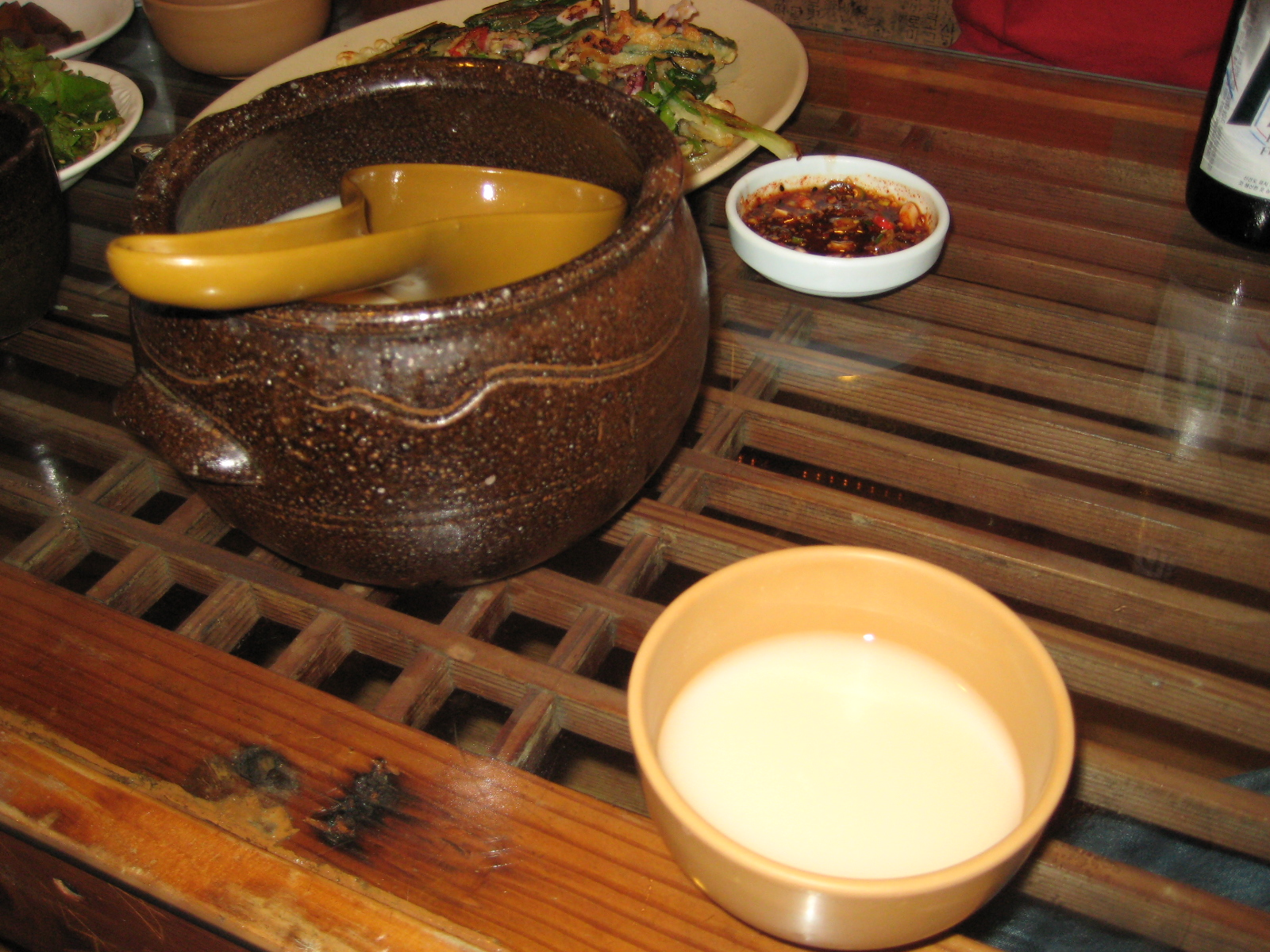
Bol de Dong dong ju

Le dongdongju (동동주) est un alcool traditionnel coréen, le plus célèbre des makgeolli. Il est originaire de la province de Gyeonggi.
Il s'agit d'un alcool de riz gluant, cuit puis fermenté par l'ajout d'une petite quantité de malt de froment ; c'est un type de bière ancestral.
Le mot « dongdongju » (« alcool-qui-fait-dongdong ») est en fait l'onomatopée des grains de riz restant dans le liquide et supposés faire un tel bruit lorsque cette boisson est servie.